# Gentilhommière de la Meslerie
La gentilhommière de la Meslerie est un château situé à Saint-Julien-de-Concelles, en France.

## Localisation
La gentilhommière est située sur la commune de Saint-Julien-de-Concelles, dans le département de la Loire-Atlantique, et ouvre sur la route des Meuniers (D374).

## Historique

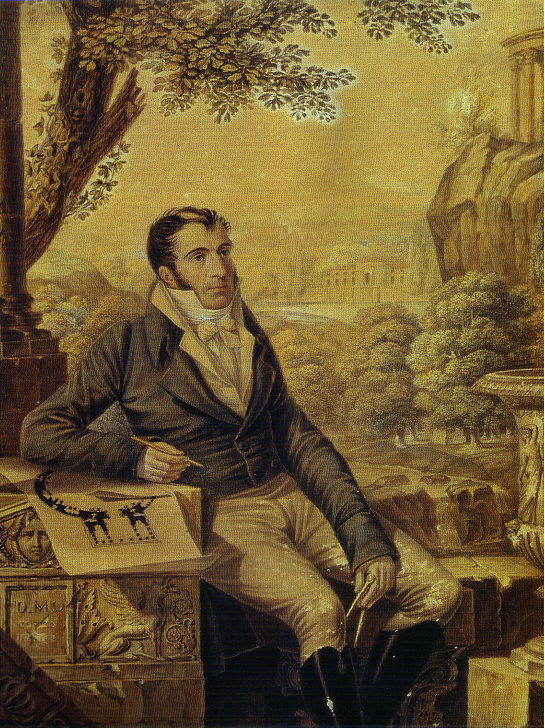
F.-L. Seheult, portrait anonyme.

La gentilhommière est achevée en 1820.
La terre de la Meslerie (1640 aux Archives départementales) fait l'objet, au début du XVIIIe siècle, de la procédure féodale du retrait lignager. Le seigneur de Saint-Julien, Damien de Chandenier, baron du Gué-au-Voyer (Quervoyer), voulait un pavillon d'été, à la place de la maison basse mais la Révolution le contraint à émigrer. Jean Gabriel Cheguillaume (1758-1826), un bourgeois nantais fortuné, rachète la terre de la Meslerie au seigneur de Saint-Julien. Sa famille, restée sur place, est obligée de se dessaisir du terrain, où la maison était en pleine reconstruction (documents d'époque aux Archives départementales).
Le projet initial a été remanié lors de la reconstruction.
Le domaine a également été la propriété des familles de Mercy, Castonnet et Guille des Buttes. Elle fut plus tard la propriété de la famille de Gérald Van der Kemp, mais fut vendue en 1929, ce qui fut un déchirement pour ce dernier, car cette maison lui était très chère, et il y gardait de très bons souvenirs : on le surnommait d'ailleurs "L'enfant de la Meslerie".
La presque totalité du site est classé et/ou inscrit à l'Inventaire des monuments historiques.

## Description

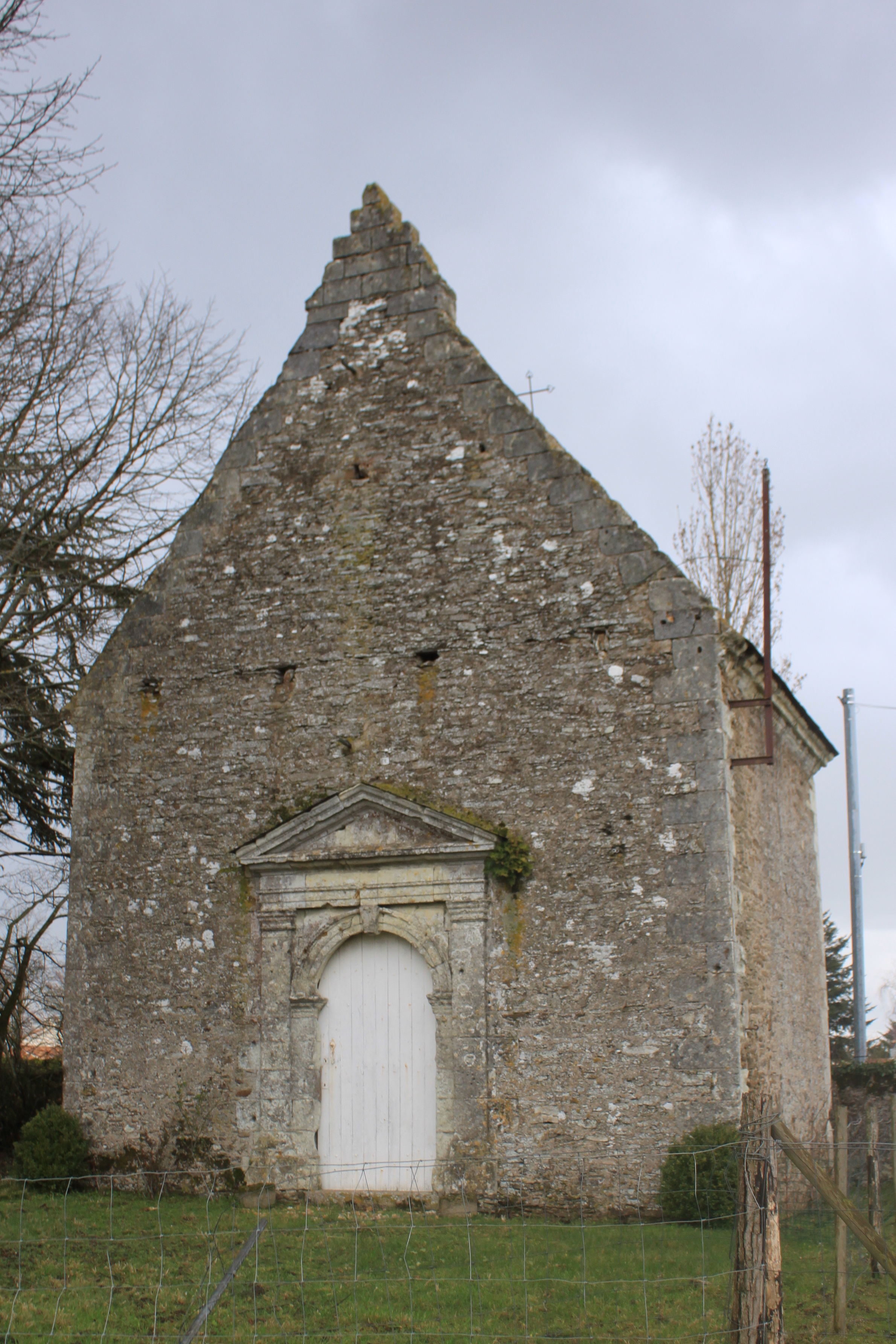
La chapelle Sainte-Catherine de la Meslerie.

Le style, typique de François-Léonard Seheult, est un bel exemple de maison de campagne de la région nantaise dont l'originalité réside dans un salon circulaire, débordant en demi-cercle sur la façade arrière.
Au rez-de-chaussée, deux pièces, traversantes sur les côtés, et le salon circulaire, une vaste cage d'escalier et une bibliothèque. Cet étage est ouvert, sur le devant, par une terrasse (dont la balustrade est postérieure), et par un perron sur l'arrière.
Au premier niveau, des demi-colonnes engagées de style dorique sans stylobate, surmontées de pilastres ioniques, d'un style néo-grec (retour à l'antique, fin du XVIIIe siècle et début du XIXe siècle), sans fronton, aux ailes presque sans décor et aux pignons aveugles.
Une grande grille, sur le côté de la cour, plus ancienne que la maison, est l'ouverture originelle sur un chemin, déclassé, qui conduisait au Loroux-Bottereau.
L'axe actuel du bâtiment, les deux granges symétriques et l'allée d'accès sont postérieurs à la Révolution.
La chapelle est antérieure à la maison, puisqu'elle date de 1701 (clef de voûte de la porte) et serait dédiée à Sainte Catherine ; elle était alors la chapelle du Seigneur de Saint-Julien-de-Concelles. Sa charpente était d'ailleurs dissimulée par un plafond de planches peintes, et elle possède aussi un retable lavallois en stuc et marbre. Malheureusement, elle fut abîmée par la Révolution française : par exemple, on peut noter la disparition du tableau d'autel, mais aussi la destruction des statues de son retable.
Certaines autres maisons des environs de Nantes ont une pareille disposition.